# Celestus molesworthi
Celestus molesworthi — вид веретільницеподібних ящірок родини Diploglossidae. Ендемік Ямайки. Вид названий на честь американського герпетолога Томаса Барбура.

## Поширення і екологія
Celestus molesworthi мешкають в прибережних районах на північному сході Ямайки, в округах Сент-Мері і Портленд.  Вони живуть в тропічних лісах, на висоті від 20 до 168 м над рівнем моря.

## Збереження
МСОП класифікує цей вид як такий, що перебуває під загрозою зникнення. Celestus molesworthi загрожує знищення природного середовища та хижацтво з боку здичавілих кішок і малих індійських мангустів.